# Empty Walls
«Empty Walls» (en español: Muros vacíos) es una canción del músico armenio-estadounidense Serj Tankian. Es su primer sencillo como solista, además de ser la primera canción en la lista de su primer álbum en solitario, Elect the Dead.

## Vídeo musical
El vídeo musical fue dirigido por Tony Petrossian.

## Lista de canciones
Todas las canciones escritas y compuestas por Serj Tankian. 
| CD single |                          |          |  |
| N.º       | Título                   | Duración |  |
| 1.        | «Empty Walls»            | 3:51     |  |
| 2.        | «Gratefully Disappeared» | 1:41     |  |

| 2 track promo |                           |          |  |
| N.º           | Título                    | Duración |  |
| 1.            | «Empty Walls»             | 3:49     |  |
| 2.            | «The Unthinking Majority» | 3:47     |  |

| Radio Edit promo single |                            |          |  |
| N.º                     | Título                     | Duración |  |
| 1.                      | «Empty Walls» (Radio edit) | 3:52     |  |

| 7" single |                                     |          |  |
| N.º       | Título                              | Duración |  |
| 1.        | «Empty Walls»                       | 3:51     |  |
| 2.        | «Empty Walls» (Victorious Club Mix) | 5:45     |  |

Todas las canciones escritas y compuestas por Serj Tankian. 
| UK Digital download |                                     |          |  |
| N.º                 | Título                              | Duración |  |
| 1.                  | «Empty Walls»                       | 3:49     |  |
| 2.                  | «Gratefully Disappeared»            | 1:41     |  |
| 3.                  | «Empty Walls» (Victorious Club Mix) | 5:45     |  |

## Posicionamiento
| Listas (2007)                         | Posición |
| ------------------------------------- | -------- |
| Billboard Canadian Hot 100            | 72       |
| U.S. Billboard Hot 100                | 97       |
| U.S. Billboard Modern Rock Tracks     | 3        |
| U.S. Billboard Mainstream Rock Tracks | 4        |
| UK Singles Chart                      | 78       |
| UK Rock Chart                         | 1        |